# Jaguar XJS
Jaguar XJ-S (пізніше Jaguar XJS) — люксовий автомобіль класу GT британської фірми «Ягуар», випускався в період з 1975 по 1996 роки.

## Опис

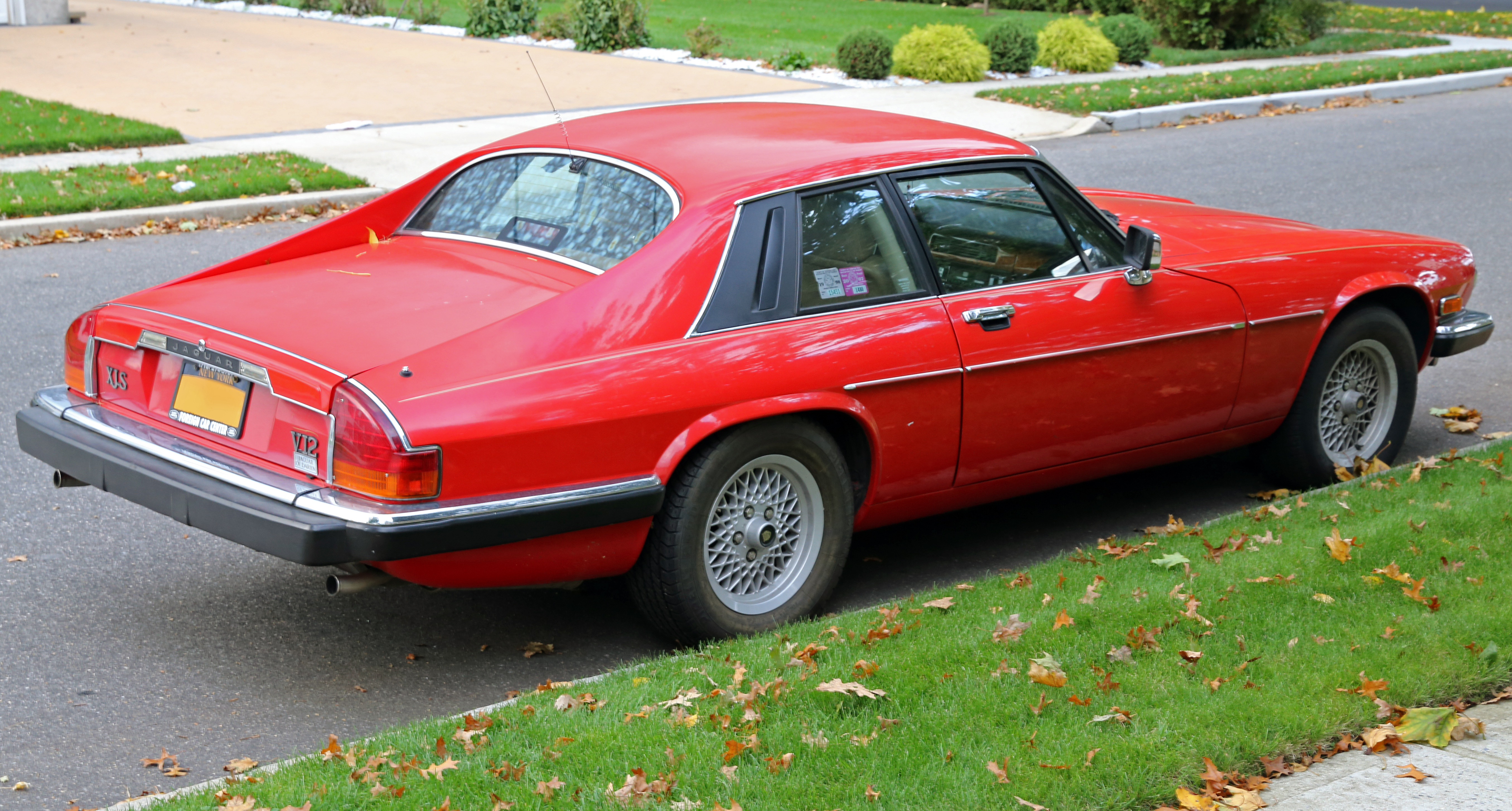
Jaguar XJ-S V12 Coupé

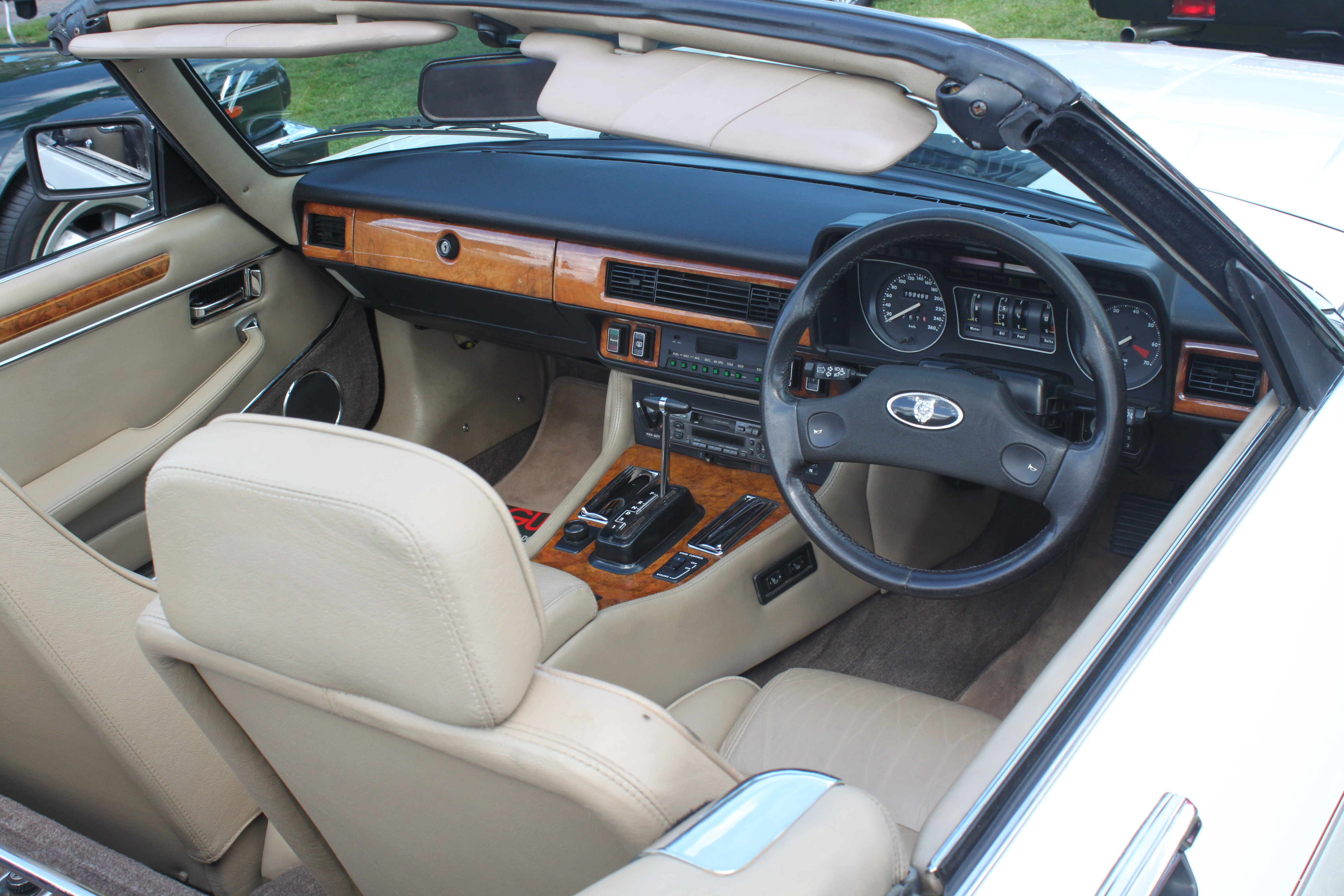

XJ-S був розроблений на базі седанів Jaguar XJ і замінив E-Type (або XK-E) у вересні 1975 року. Він був розроблений як XK-F, хоча він дуже відрізнявся за своїм характером від попередника. Випускався у трьох варіантах кузова - купе, з фіксованим профілем і повний кабріолет.  Незважаючи на те, що він не володів настільки ж спортивною зовнішністю, XJ-S був повноцінним Gran Turismo, навіть більш аеродинамічним, ніж E-Type. Останній XJS був вироблено 4 квітня 1996 року, до того часу 115 413 автомобілів було вироблено за 21-річний період виробництва. Модель була замінена на XK8, який став першим «Ягуаром» з 8-циліндровим мотором (до цього циліндрів було або шість, або дванадцять).

## Двигуни
- 3.6 л AJ6 Р6 180-230 к.с.
- 4.0 л AJ6 Р6 220-240 к.с.
- 5.3 л HE V12 260-300 к.с.
- 6.0 л HE V12 300-320 к.с.